# Rolando Tirona
Rolando Octavus Joven Tria Tirona OCD (ur. 22 lipca 1946 w Kawit-Cavite) – filipiński duchowny katolicki, arcybiskup Caceres w latach 2012–2024.

## Życiorys
21 kwietnia 1974 otrzymał święcenia kapłańskie w zakonie karmelitów bosych. Pracował w zakonnych placówkach w Davao i Manili. W latach 1992–1994 był przełożonym filipińskiej prowincji zgromadzenia.

### Episkopat
15 listopada 1994 został mianowany biskupem pomocniczym archidiecezji Manili ze stolicą tytularną Vulturaria. Sakry biskupiej udzielił mu 29 grudnia 1994 kardynał Jaime Sin.
14 grudnia 1996 został mianowany ordynariuszem diecezji Malolos.
28 czerwca 2003 został prałatem terytorialnym Infanty.
8 września 2012 decyzją papieża Benedykta XVI został arcybiskupem metropolitą Caceres.
22 lutego 2024 papież przyjął jego rezygnację z pełnionego urzędu, złożoną ze względu na wiek.